# Smart Formore
Smart Formore var en planerad bilmodell som skulle lanseras över hela världen 2006. Formore skulle bli företagets hittills största modell och skulle konkurrera i det mindre SUV-segmentet, med kombattanter som exempelvis Fiat Sedici och Suzuki Ignis. Den skulle erbjudas med både fram- och fyrhjulsdrift och med fyr- och sexcylindriga motorer från DaimlerChryslerkoncernen. Den skulle också bygga på strukturen från Mercedes MLK med en planerad tillverkning i Brasilien. Designmässigt anknöt Formore till företagets mindre modeller. 
Smarts ekonomiska svårigheter och en ny varumärkesstrategi som gick ut på att begränsa produktionen till mindre bilmodeller, gjorde att utvecklingen av Formore lades ned 2005, då den var nästan produktionsklar.